# (Don't Fear) The Reaper
(Don't Fear) The Reaper è un brano musicale del gruppo rock statunitense Blue Öyster Cult, pubblicato nel 1976.
Il brano è stato scritto da Buck Dharma ed è inserito nell'album Agents of Fortune.

## Tracce
7" vinile
1. (Don't Fear) The Reaper – 3:45
2. Tattoo Vampire – 2:40

## Formazione
Gruppo
- Eric Bloom – chitarra, percussioni
- Donald "Buck Dharma" Roeser – chitarra, sintetizzatore, percussioni, voce
- Allen Lanier – tastiere, chitarra, basso
- Joe Bouchard – basso, piano
- Albert Bouchard – batteria, chitarra, percussioni, armonica

Collaboratori
- David Lucas – cori, tastiere, percussioni

## Classifiche
| Classifica (1976) | Posizione raggiunta |
| ----------------- | ------------------- |
| Regno Unito       | 16                  |
| Stati Uniti       | 12                  |

## Cover
Diversi gruppi e artisti hanno realizzato una cover del brano: tra questi H.I.M., Goo Goo Dolls, Apollo 440, Big Country, The Beautiful South, Heaven 17, L.A. Guns e altri.